# Pierre Eloy de Burdinne
Pierre Lambert Eloy of Eloy de Burdinne (Namen, 7 oktober 1776 - Burdinne, 15 januari 1855) was een Belgisch volksvertegenwoordiger, senator en burgemeester.

## Levensloop
Eloy was een zoon van Pierre Eloy en van Marie Malaquin. Hij trouwde met Marie Gilson de Burdinne en in tweede huwelijk met Catherine de Stassart, waardoor hij de schoonbroer werd van Goswin de Stassart.
Landbouwkundige, werd hij een promotor van de cultuur van suikerbieten.
In 1815 was hij maire geworden van Burdinne en lid van de Provinciale Staten in Luik. Van 1836 tot 1850 was hij burgemeester van Burdinne.
In 1833 werd hij verkozen tot katholiek volksvertegenwoordiger voor het arrondissement Waremme. Hij vervulde dit mandaat tot in 1848. Hij werd vervolgens senator voor hetzelfde arrondissement en bleef dit tot in 1855.
In december 1835 werd Eloy de Belgische kampioen van het filibusteren. Gedurende drie dagen stond hij op het spreekgestoelte van de Kamer en sprak, zonder onderbreking, tegen het wetsontwerp over de kadastrale perequatie.